# Grijze honingspeurder
De grijze honingspeurder (Prodotiscus zambesiae) is een vogel uit de familie Indicatoridae (honingspeurders).

## Verspreiding en leefgebied
Deze soort komt voor in zuidelijk-centraal, oostelijk en zuidoostelijk Afrika en telt drie ondersoorten:
- P. z. ellenbecki: van zuidelijk Ethiopië tot Kenia en noordelijk Tanzania.
- P. z. zambesiae: van centraal Angola tot zuidelijk Tanzania en Mozambique.
- P. z. lathburyi: westelijk Angola

## Status
De grootte van de populatie is niet gekwantificeerd maar de soort wordt omschreven als tamelijk algemeen. Op de Rode lijst van de IUCN heeft deze soort de status niet bedreigd.